# 中国人民解放军第九兵团
中国人民解放军第九兵团，是中国人民解放军的一个兵团。

## 沿革历史
1949年2月，以华东野战军山东兵团和苏北兵团机关各一部组成第九兵团领导机关。1949年5月占领上海后，兵团部兼淞沪警备司令部。1949年7月，兵团部免兼淞沪警备司令部，第三十三军调出担负淞沪地区警备任务；第九兵团担负第三野战军冀华东军区战略机动部队任务，驻扎在上海、苏州、无锡一带。1950年1月，兵团下辖第二十、第二十三、第二十六、第二十七军；原所辖第三十军军部调归中国人民解放军海军。
1950年9月7日，陈毅在上海召开九兵团军以上干部会议，传达中央指示：解除攻台整训任务，部队立即集中，待命开赴山东兖州做好入朝作战准备。第88师、第89师、第94师编入三个军；1949年12月四川投降的国军第16兵团董宋珩部约1.5万人补入各部队；各师达到了1万人以上，各军5万人的标准，全兵团共12个师16万人。1950年9月20日正式下令从10月1日起开赴山东境内津浦路沿线，27军驻泰安、20军驻兖州，兵团部驻曲阜，26军驻滕县。10月中旬各部分别到位。10月29日在曲阜召开兵团的团以上干部入朝作战动员大会，朱德亲自赴会做了动员讲话。
1950年11月1日，担负兵团前卫任务的第27军从泰安、大汶口登车，向辽东省辑安开进。11月3日，抵达通化地区的第27军奉命改道从安东入朝。11月4日晚，第27军军部、第80师、第81师从安东渡江入朝。同日，兵团部、第20军、第26军从山东登车开赴梅河口。11月6日，九兵团奉命以第20军为前卫，从辑安、临江入朝。11月26日,20军4个师和27军的三个师约八万人，秘密进入第二次战役东线战斗攻击地域。27军第94师与第26军也向前沿开进。
1951年9月28日，第九兵团部兼东海岸防御指挥所，宋时轮兼任东海岸防御指挥所司令员，朝鲜人民军第7军团军团长李离法兼任第一副司令员，陶勇兼任第二副司令员
1955年4月．兵团番号正式撤销。

## 主要战役和战斗
- 1949年4月渡江战役；郎（溪）广（德）围歼战。
- 抗美援朝第二次战役中，第九兵团减员严重：“战斗伤亡19202人，冻伤减员28954人，冻死1000余人，冻伤后救治无效致亡者3000余人，减员总数48156人。”[1]
- 抗美援朝第四次战役：仅第26军参战，第20军与第27军在后方休整。
- 抗美援朝第五次战役
- 1952年秋季战术反击作战
- 1953年夏季反击战役

## 編制

### 兵团首长
| 司令员                                                            | 政委                                                                                            | 副司令员                                  | 副政委 | 参谋长                                | 政治部主任 | 副参谋长                                   | 政治部副主任 |
| ----------------------------------------------------------------- | ----------------------------------------------------------------------------------------------- | ----------------------------------------- | ------ | ------------------------------------- | ---------- | ------------------------------------------ | ------------ |
| 宋时轮(49.1-52.7)上将 陶勇(代，51.9-52.7)中将 王建安(52.7-54)上将 | 郭化若(49.1-50.4)中将 宋时轮(兼，50.4-52.7)上将 陶勇(代，51.9-52.7)中将 王建安(兼，52.7-54)上将 | 陶勇(50.10-52.11)中将 王必成(53.4-55)中将 |        | 覃健(49.1-53.6)中将 胡炳云(53-55)少将 | 谢有法中将 | 王彬(49.1-52) 曾甦元（1949年12月起义中将） |              |

### 下辖部队
- 第20军：1949年1月编入九兵团，1952年10月回国调出九兵团。军长刘飞/张翼翔，政治委员陈时夫/张翼翔（兼）/谭右铭，副军长张翼翔/廖政国，副政治委员汤光恢/谭右铭，参谋长廖政国/俞炳辉/余光茂/黄朝天，政治部主任汤光恢（兼）/邱相田
  - 第58师：师长曾如清，政治委员曾如清（兼），副师长黄朝天，参谋长方铭，政治部主任朱启祥。师长黄朝天，政治委员朱启祥，副师长贺国华，参谋长胡乾秀，政治部主任邱布
  - 第59师：师长程业棠，政治委员张文碧，副政治委员张雍耿，参谋长戴克林，政治部主任江岚。师长戴克林，政治委员何振声，副师长栗亚，参谋长栗亚（兼），政治部主任袁天枢，副参谋长刘明志
  - 第60师：师长陈挺，政治委员邱相田，参谋长曾昭墟，政治部主任姚念。师长彭飞，政治委员杨家保，副师长陈玉才，参谋长蔡群帆，政治部主任徐放
  - 第89师
- 第27军：1949年1月编入九兵团，1952年10月回国调出九兵团。军长聂凤智/彭德清，政治委员刘浩天/曾如清，副军长贺敏学/詹大南，参谋长贺敏学(兼)/李元，副政治委员曾如清/张文碧，政治部主任仲曦东/张文碧，副参谋长李元。
  - 第79师：师长肖镜海，政治委员谭佑铭，参谋长彭辉，政治部主任常勇。师长肖镜海，政治委员肖镜海（兼），副政治委员常勇，参谋长张文和，政治部主任孙子宇
  - 第80师：师长张铚秀，政治委员张少虹，副师长孙同盛，参谋长张慕韩，政治部主任姜子宽。师长彭辉（代），政治委员张英勃，参谋长刘春芳
  - 第81师：师长孙端夫，政治委员罗维道，参谋长罗映臣。师长孙端夫，政治委员孙端夫（兼），副师长罗映臣，副政治委员邵英，参谋长王景坤，政治部主任陶庸
  - 第94师
- 第30军军长谢振华，政治委员李干辉，副军长饶守坤，参谋长夏光，政治部主任刘仲华，政治部副主任陶励。
  - 第88师：师长吴大林，政治部主任罗龙生。
  - 第89师：师长余光茂，政治委员王直，参谋长尹捷峰。
  - 第90师：师长朱国华，参谋长张洪山。
- 第33军军长张克侠，政治委员韩念龙，第一副军长张震球，第二副军长孟绍濂，政治部主任欧阳平，副参谋长黄径琛。
  - 第97师：师长杨干三，政治委员王　，副师长张宝删，政治部主任高峰。
  - 第98师：师长崔振伦，政治委员曾旭清，副政治委员赵始，政治部主任曾传芳。
  - 第99师：师长傅继泽，政治委员秦化龙，副师长饶惠谭，参谋长胡先汉，政治部主任辛国治。
- 第26军军长张仁初，政治委员李耀文，副军长张铚秀，参谋长冯鼎山，政治部主任王直，政治部副主任曹普南
  - 第76师：师长陈忠梅，副师长戴成功，副政治委员孙芳圃，参谋长亓谦斋，政治部主任张汉伟，政治部副主任宋昆
  - 第77师：师长沈萍，政治委员魏伯亭，副师长董毓湘，参谋长张书香，政治部主任陈相周，政治部副主任魏幼农
  - 第78师：师长齐安聚，政治委员张健，副师长何玉祥，参谋长刘佐，政治部主任南平波，政治部副主任徐尧田
- 第23军：1952年9月入朝编入九兵团。军长钟国楚，政治委员卢胜，副军长杜屏，参谋长万振西/贾若瑜，政治部主任 张孤梅(代)，副参谋长于权伸/曾保堂/刘春山 。
- 第24军：1952年9月入朝，编入九兵团。军 长 皮定均 　张 震(代)，政治委员 皮定均(兼)　张 震(代) ，副军长 梁金华，参谋长 李家益 张空益/陈仁洪
- 第16军(1958年4月回国) 军 长 尹先炳，政治委员 陈云开，副军长 杨俊生，参谋长 杨俊生(兼)，副参谋长 安 怀
- 第47军(1954年9月回国)军 长 张天云,政治委员 刘贤权/陈发洪,参谋长 叶建民,政治部副主任 叶建民(兼)